# Abrenuntiatio diaboli
Die Abrenuntiatio diaboli (lat. für „Absage an den Teufel“, „Entsagung von dem Bösen“) ist in der Liturgie der römisch-katholischen Kirche und der orthodoxen Kirchen ein Teil der Taufe. Sie ist als schon frühchristlicher Ritus bezeugt und wurde auch von der lutherischen Reformation beibehalten. 
Die katholische Taufliturgie kennt drei Formen. Der Spender der Taufe wendet sich an die Taufbewerber bzw., bei kleinen Kindern, an deren Eltern und Paten und fragt:
I. Widersagt ihr dem Bösen, um in der Freiheit der Kinder Gottes leben zu können? – Ich widersage.
Widersagt ihr den Verlockungen des Bösen, damit es nicht Macht über euch gewinnt?  – Ich widersage.
Widersagt ihr dem Satan, dem Urheber des Bösen? – Ich widersage.
oder

II. Widersagt ihr dem Satan? – Ich widersage. 
Und all seiner Bosheit? – Ich widersage. 
Und all seinen Verlockungen? – Ich widersage.

oder

III. Widersagt ihr dem Satan und allen Verlockungen des Bösen? – Ich widersage.
Danach folgen, ebenfalls in Frageform, die Inhalte des Glaubensbekenntnisses mit der dreimaligen Antwort „Ich glaube.“
Derselbe Ritus ist auch Teil der feierlichen Erneuerung des Taufversprechens in der Feier der Osternacht, bei der Erstkommunion, bei der Firmung und bei anderen Anlässen. Der Sinn des Ritus erschließt sich aus Matthäus 4,1–11 , wo Jesus Christus, unmittelbar nach seiner Taufe durch Johannes den Täufer im Jordan, die Absage an den Satan vollzieht: „Weiche von mir!“ Der auf den Namen Jesu Christi Getaufte wird in dessen Nein zur lebenszerstörenden Macht hinein genommen. 